# Sjølla
Sjølla er et badested et par km nord for Nexø på Bornholms østkyst. Det er et populært badested for bornholmerne i den nære omegn, men besøges om sommeren også af flere turister. Badestedet ligger lige ud for Lerskred Batteri, tæt på Halleklippen og Malkværnen (et lille skær ud for kysten).
Ny Sjølla er et lignende badested en smule nord for Sjølla; her er placeret en trappestige, så de badende lettere kan komme op af vandet igen.
I klipperne på stedet finder man en såkaldt intrusion, hvor der midt i granitten findes en stor, rund klump gnejs. Lidt nord for Ny Sjølla findes et andet specielt naturfænomen i form af en jættegryde, hvor en stor klippe er blevet hvirvlet rundt af vandet og har dannet en grydelignende fordybning.

## Ekstern henvisning
- Lerskred Batteri - Sjølla - Ny Sjølla, 367ture.dk,

|  | Denne artikel om lokaliteten Sjølla kan blive bedre, hvis der indsættes et (bedre) billede. Du kan hjælpe ved at afsøge Wikimedia Commons for et passende billede eller lægge et op på Wikimedia Commons med en af de tilladte licenser og indsætte det i artiklen. |

55°04′37″N 15°09′08″Ø / 55.07694°N 15.15222°Ø